# Élections sénatoriales de 2017 dans l'Oise
Les élections sénatoriales dans l'Oise ont lieu le dimanche 24 septembre 2017. Elles ont pour but d'élire les quatre sénateurs représentant le département au Sénat pour un mandat de six années.

## Sénateurs sortants
| Sénateur | Sénateur           | Parti | Fonctions lors de l'élection en 2011     |
| -------- | ------------------ | ----- | ---------------------------------------- |
|          | Yves Rome          | PS    | Président du conseil général             |
|          | Laurence Rossignol | PS    | Vice-présidente du conseil régional      |
|          | Caroline Cayeux    | LR    | Conseillère régionale, maire de Beauvais |
|          | Alain Vasselle     | LR    | Maire d'Oursel-Maison                    |

## Présentation des listes et des candidats
Les nouveaux représentants sont élus pour une législature de six ans au suffrage universel indirect par les 2 331 grands électeurs du département. Dans l'Oise, les sénateurs sont élus au scrutin proportionnel plurinominal. Le département élit quatre sénateurs et six candidats doivent être présentés sur chaque liste pour qu'elle soit validée. Chaque liste de candidats est obligatoirement paritaire et alterne entre les hommes et les femmes. Plusieurs listes seront déposées dans le département. Elles sont présentées ici dans l'ordre de leur dépôt à la préfecture et comportent l'intitulé figurant aux dossiers de candidature.

### Notre parti, c'est l'Oise! (LR-UDI)
| N° | Candidats | Candidats         | Parti | Principale fonction                                     |
| -- | --------- | ----------------- | ----- | ------------------------------------------------------- |
| 1  |           | Olivier Paccaud   | LR    | Conseiller départemental                                |
| 2  |           | Nathalie Lebas    | UDI   | Conseillère régionale, conseillère municipale de Senlis |
| 3  |           | Jean-Louis Dor    | DVD   | Maire d'Abancourt                                       |
| 4  |           | Valérie Sinople   | DVD   | Adjointe au maire de Gilocourt                          |
| 5  |           | Jean-Yves Bonnard | DVD   | Maire de Chiry-Ourscamp                                 |
| 6  |           | Laurence Richart  | DVD   | Conseillère municipale de Heilles                       |

### L'Oise, union et renouveau (LR-UDI)
| N° | Candidats | Candidats              | Parti | Principale fonction                                                 |
| -- | --------- | ---------------------- | ----- | ------------------------------------------------------------------- |
| 01 |           | Édouard Courtial       | LR    | Président du conseil départemental                                  |
| 02 |           | Nadège Lefebvre        | LR    | Conseillère départementale, maire de Lachapelle-aux-Pots            |
| 03 |           | Jérôme Bascher         | LR    | Conseiller départemental                                            |
| 04 |           | Sandrine de Figueiredo | UDI   | Conseillère départementale, conseillère municipale de Compiègne     |
| 05 |           | Jean Cauwel            | LR    | Conseiller régional, maire de Breteuil                              |
| 06 |           | Anne-Sophie Fontaine   | LR    | Conseillère régionale, conseillère municipale de Maignelay-Montigny |

### En Avant l'Oise! rurale et urbaine la France est une (LR)
| N° | Candidats | Candidats              | Parti | Principale fonction                     |
| -- | --------- | ---------------------- | ----- | --------------------------------------- |
| 01 |           | Alain Vasselle         | LR    | Sénateur sortant, maire d'Oursel-Maison |
| 02 |           | Stéphanie Dauzat       | DVD   |                                         |
| 03 |           | Guy-Pierre de Kersaint | DVD   |                                         |
| 04 |           | Isabelle Barthe        | DVD   |                                         |
| 05 |           | Denis Pype             | DVD   |                                         |
| 06 |           | Joëlle Garault         | DVD   |                                         |

### La République en marche! (LREM)
| N° | Candidats | Candidats            | Parti | Principale fonction              |
| -- | --------- | -------------------- | ----- | -------------------------------- |
| 01 |           | Sophie Reynal        | LREM  | Conseillère municipale de Senlis |
| 02 |           | Stanislas Barthélémy | LREM  | Maire de Longueil-Sainte-Marie   |
| 03 |           | Aurore Hugot         | LREM  | Conseillère municipale de Noyon  |
| 04 |           | Sylvain Le Chatton   | LREM  | Maire de Liancourt-Saint-Pierre  |
| 05 |           | Venucia Vimbert      | LREM  |                                  |
| 06 |           | Olivier de Baynast   | LREM  |                                  |

### L'humain d'abord, au cœur de la République (PCF)
| N° | Candidats | Candidats          | Parti | Principale fonction                           |
| -- | --------- | ------------------ | ----- | --------------------------------------------- |
| 01 |           | Jean-Pierre Bosino | PCF   | Conseiller départemental, maire de Montataire |
| 02 |           | Hélène Balitout    | PCF   | Conseillère départementale                    |
| 03 |           | Alain Boucher      | PCF   | Maire de Monchy-Saint-Éloi                    |
| 04 |           | Caroline Besse     | PCF   |                                               |
| 05 |           | Gilles Laveur      | PCF   | Maire de Bonneuil-en-Valois                   |
| 06 |           | Caroline Brebant   | PCF   | Adjointe au maire de Saint-Maximin            |

### Agir pour toutes nos communes (PS)
| N° | Candidats | Candidats               | Parti | Principale fonction                                  |
| -- | --------- | ----------------------- | ----- | ---------------------------------------------------- |
| 01 |           | Laurence Rossignol      | PS    | Sénatrice sortante                                   |
| 02 |           | Philippe Massein        | PS    | Adjoint au maire de Villers-Saint-Paul               |
| 03 |           | Véronique Grignon-Ponce | PS    | Maire de Dompierre                                   |
| 04 |           | Gérard Auger            | PS    | Conseiller départemental, maire de Neuilly-en-Thelle |
| 05 |           | Roseline Pinel          | PRG   |                                                      |
| 06 |           | Jean-Paul Douet         | PS    | Maire de Montagny-Sainte-Félicité                    |

### Liste bleu marine pour la défense de nos communes et de nos départements (FN)
| N° | Candidats | Candidats           | Parti | Principale fonction                                    |
| -- | --------- | ------------------- | ----- | ------------------------------------------------------ |
| 01 |           | Michel Guiniot      | FN    | Conseiller régional, conseiller départemental          |
| 02 |           | Claire Marais-Beuil | FN    | Conseillère régionale                                  |
| 03 |           | Jean-Marc Branche   | FN    | Conseiller régional, conseiller municipal de Compiègne |
| 04 |           | Nathalie Jorand     | FN    | Conseillère départementale                             |
| 05 |           | Pierre Deniau       | FN    | Conseiller régional                                    |
| 06 |           | Béatrice Gouraud    | FN    | Conseillère départementale                             |

### Parti de la France (PDF)
| N° | Candidats | Candidats           | Parti | Principale fonction |
| -- | --------- | ------------------- | ----- | ------------------- |
| 01 |           | Thomas Joly         | PDF   |                     |
| 02 |           | Florence Perdu      | PDF   |                     |
| 03 |           | Cyprien De Vos      | PDF   |                     |
| 04 |           | Caroline Alamachere | PDF   |                     |
| 05 |           | Pierre Verdier      | PDF   |                     |
| 06 |           | Annabel Menard      | PDF   |                     |

## Résultats
| Tête de liste                                                                                   | Tête de liste            | Liste                     | Voix  | %     | Élus |
| ----------------------------------------------------------------------------------------------- | ------------------------ | ------------------------- | ----- | ----- | ---- |
|                                                                                                 | Édouard Courtial         | Les Républicains (UDI)    | 768   | 33,71 | 2    |
| L'Oise, union et renouveau                                                                      |                          |                           | 768   | 33,71 | 2    |
|                                                                                                 | Olivier Paccaud          | Divers droite (LR - UDI)  | 402   | 17,65 | 1    |
| Notre parti, c'est l'Oise !                                                                     |                          |                           | 402   | 17,65 | 1    |
|                                                                                                 | Laurence Rossignol       | Parti socialiste (PRG)    | 370   | 16,24 | 1    |
| Agir avec toutes nos communes - Liste des élus de gauche, républicains et démocrates rassemblés |                          |                           | 370   | 16,24 | 1    |
|                                                                                                 | Alain Vasselle           | Les Républicains          | 277   | 12,16 | 0    |
| En avant l'Oise ! Rurale et urbaine la France est une                                           |                          |                           | 277   | 12,16 | 0    |
|                                                                                                 | Sophie Reynal            | La République en marche   | 197   | 8,65  | 0    |
| L'Oise en marche !                                                                              |                          |                           | 197   | 8,65  | 0    |
|                                                                                                 | Jean-Pierre Bosino       | Parti communiste français | 176   | 7,73  | 0    |
| L'Humain d'abord au coeur de la République                                                      |                          |                           | 176   | 7,73  | 0    |
|                                                                                                 | Michel Guiniot           | Front national            | 79    | 3,47  | 0    |
| Liste bleu marine pour la défense de nos communes et de nos départements                        |                          |                           | 79    | 3,47  | 0    |
|                                                                                                 | Thomas Joly              | Extrême droite (PDF)      | 9     | 0,40  | 0    |
| Parti de la France                                                                              |                          |                           | 9     | 0,40  | 0    |
|                                                                                                 |                          |                           |       |       |      |
| Suffrages exprimés                                                                              | Suffrages exprimés       | Suffrages exprimés        | 2 278 | 99,04 |      |
| Votes blancs                                                                                    | Votes blancs             | Votes blancs              | 11    | 0,48  |      |
| Votes nuls                                                                                      | Votes nuls               | Votes nuls                | 11    | 0,48  |      |
| Total                                                                                           | Total                    | Total                     | 2 300 | 100   | 4    |
| Abstention                                                                                      | Abstention               | Abstention                | 31    | 1,33  |      |
| Inscrits / participation                                                                        | Inscrits / participation | Inscrits / participation  | 2 331 | 98,67 |      |

### Sénateurs élus
| Sénateur | Sénateur           | Parti |
| -------- | ------------------ | ----- |
|          | Édouard Courtial   | LR    |
|          | Nadège Lefebvre    | LR    |
|          | Olivier Paccaud    | LR    |
|          | Laurence Rossignol | PS    |